# Antaxius pedestris
Antaxius pedestris is een rechtvleugelig insect uit de familie sabelsprinkhanen (Tettigoniidae). De wetenschappelijke naam van deze soort is voor het eerst geldig gepubliceerd in 1787 door Fabricius.
De sprinkhaan wordt 15 tot 23 millimeter lang. De imago is te vinden van augustus tot oktober.
De soort komt voor in de westelijke en zuidelijke Alpen.
1. ↑  (en) Antaxius pedestris op de IUCN Red List of Threatened Species.